# Frank Beyer
Frank Beyer (Nobitz, de Altenburger Land, 1932 - Berlín, 2006) fue un director de cine alemán, más exactamente de la antigua RDA, que desarrolló su carrera en torno a la agencia cinemátográfica DEFA.

## Vida
Estudió teatro en Alemania, y continuó sus estudios en la Escuela Superior de Cine de Praga. 

## Obra
Si bien su obra puede enmarcarse dentro del típico cine ideológico, comunista, comprometido con la sociedad, de la Alemania oriental de la Guerra Fría, con un carácter inequívocamente épico,tiene un impecable técnico-cinematográfica, con un magistral desarrollo de la historia y un exquisito respeto por la fotografía, con primeros planos de una composición y una fuerza narrativa inmejorables. 
Un perfecto ejemplo de todo lo anterior es su película Cinco cartuchos (Fünf Patronenhülsen en alemán) en la que el juego de primeros planos de las primeras escenas, así como otras posteriores y la calidad técnica de la cinta, son de una calidad incuestionable. Otra cosa es el maniqueísmo victimista de la historia (centrada en las peripecias de un "heroico" grupo de soldados de las Brigadas Internacionales) y retratar al "otro bando" dentro de un estereotipo tan artificial y ubicado en unos entornos rurales y costumbristas que cualquier español seguramente encontrará bastante ajenos, más cercanos del tópico mexicano tradicional que de un pueblo de España.
Parte de sus producciones se realizaron en televisión, entre ellas la práctica mayoría de las correspondientes a los últimos años de su carrera.

## Premios y reconocimientos
Entre otros de sus reconocimientos internacionales, en el año 1975 fue nominado a los Óscar como mejor director por su película Jacob el mentiroso (Jakob der Lügner en alemán).
- Premio de la crítica alemana (1979) por su película El escondite (das Versteck en alemán).

## Filmografía
Todos los títulos dirigidos y escritos por Frank Beyer al menos que se indique lo contrario. Fuente:  Fundación DEFA
| Año  | Título inglés      | Título original                         | Notas                                                                            |
| ---- | ------------------ | --------------------------------------- | -------------------------------------------------------------------------------- |
| 1954 |                    | Wetterfrösche                           | Film como estudiante                                                             |
| 1955 |                    | Ernst Thälmann - Sohn seiner Klasse     | Interno                                                                          |
| 1955 |                    | Zar und Zimmermann                      | Director asistente                                                               |
| 1955 |                    | Die Irren sind unter uns                | Película de estudiante, codirigida y coescrita con Ralf Kirsten y Konrad Petzold |
| 1956 |                    | Schlösser und Katen                     | Ayudante de dirección                                                            |
| 1957 |                    | Zwei Mütter                             |                                                                                  |
| 1957 |                    | Das Stacheltier: Fridericus Rex         |                                                                                  |
| 1957 |                    | Polonia-Express                         | Director asistente coescrita con Kurt Jung-Alsen                                 |
| 1957 |                    | Das Stacheltier: Das Gesellschaftsspiel |                                                                                  |
| 1959 |                    | Eine alte Liebe                         | Coescrita con Werner Reinowski                                                   |
| 1960 | Five Cartridges    | Fünf Patronenhülsen                     | Guion por Walter Gorrish                                                         |
| 1962 | And Your Love Too  | Königskinder                            | Guion por Edith Gorrish and Walter Gorrish                                       |
| 1963 | Naked Among Wolves | Nackt unter Wölfen                      |                                                                                  |
| 1963 | Carbide and Sorrel | Karbid und Sauerampfer                  |                                                                                  |
| 1966 | Traces of Stones   | Spur der Steine                         | Guion por Karl Georg Egel                                                        |
| 1968 |                    | Der Geizige                             | Television film                                                                  |
| 1971 |                    | Rottenknechte                           | Película de Televisión, coescrita por Klaus Poche                                |
| 1972 |                    | Januskopf                               | Actor                                                                            |
| 1973 |                    | Die sieben Affären der Doña Juanita     | Película de Televisión, coescrita por Eberhard Panitz                            |
| 1974 | Jacob, the Liar    | Jakob der Lügner                        |                                                                                  |
| 1977 |                    | Das Versteck                            |                                                                                  |
| 1978 |                    | Geschlossene Gesellschaft               | Película de Televisión,                                                          |
| 1981 |                    | Der König und sein Narr                 | Película de Televisión, guion por Ulrich Plenzdorf                               |
| 1981 |                    | Die zweite Haut                         | Película de Televisión, guion por Klaus Poche                                    |
| 1983 | The Turning Point  | Der Aufenthalt                          | Guion por Wolfgang Kohlhaase                                                     |
| 1984 |                    | Bockshorn                               | Guion por Ulrich Plenzdorf                                                       |
| 1989 |                    | Der Bruch                               | Guion por Wolfgang Kohlhaase                                                     |
| 1991 |                    | Ende der Unschuld                       | Television film, screenplay by Wolfgang Menge                                    |
| 1991 |                    | Der Verdacht                            | Guion por Ulrich Plenzdorf                                                       |
| 1992 |                    | Sie und Er                              | Película de Televisión, guion por Klaus Poche                                    |
| 1992 |                    | Das große Fest                          | Película de Televisión, guion por Klaus Poche                                    |
| 1993 |                    | Das letzte U-Boot La historia del U 234 | Película de Televisión, guion por Knut Boeser                                    |
| 1995 |                    | Wenn alle Deutschen schlafen            | Película de Televisión, guion por Jurek Becker                                   |
| 1995 |                    | Nikolaikirche                           | Película de Televisión, coescrita por Eberhard Görner y Erich Loest              |
| 1997 |                    | Der Hauptmann von Köpenick              | Película de Televisión, guion por Wolfgang Kohlhaase                             |
| 1998 |                    | Abgehauen                               | Película de Televisión, guion por Ulrich Plenzdorf                               |

## Premios y distinciones
Premios Óscar
| Año  | Categoría                 | Película            | Resultado |
| ---- | ------------------------- | ------------------- | --------- |
| 1977 | Mejor película extranjera | Jakob, el mentiroso | Nominado  |